# MeteoHeroes Pendejo
Biper y sus amigos es una serie de dibujos animados argentino, creado por los pastores Oswaldo Cocaro y David Passuelo con la única intención de ayudar con música infantil a las escuelas dominicales.[1]
Las canciones más conocidas de Biper y sus amigos son El patito juan (viral en redes sociales),[2] Mami, Abuelos, Soldaditos, El tren de la salvación, La hormiguita hippie, entre muchas otras.[3]
Historia
El pastor y creador del personaje de Biper y sus amigos, David John Passuelo,[4] dijo que la iniciativa nace con "la idea de ayudar con música a las escuelas dominicales, aquellas personas que querían cantar canciones para Dios a nivel infantil, no solamente en la edificación espiritual y moral de los niños, sino también el de evangelizarlos".[5]
Todas las canciones y microprogramas que se emiten en varias emisoras de radio, así como los videoclips y programas que se difunden por TV, tienen una base de sustentación bíblica, minuciosamente supervisada por todo el equipo que integra el ministerio, equipo compuesto por pastores y profesionales en distintas áreas.[6]
Biper y sus amigos llegaron a la plataforma de YouTube el 5 de enero de 2012 y el primer video fue subido el 9 de abril de 2013,y actualmente cuenta con más de 14 Millones de suscriptores..[7] Algunas canciones como «La banda del Ganador», «Late por vos», «En un barquito», «Somos Soldaditos», «El tren de la Salvación» y «La Hormiguita Hippie» son las más populares en el canal.[8]
El 3 de noviembre de 2016, una de sus canciones, El Patito Juan,[9] se volvió viral en varios sitios, como YouTube y TikTok.[10][11] La canción tiene más de 1.800.000.000 visitas hasta ahora, sin contar las reproducciones en otros canales.[12]
El 24 de enero del 2023, se lanzó un par de especiales llamados «Juntos somos Mejores». Y el día 7 de febrero del 2023, se estrenó la canción de «7 Notas Musicales», y en donde Biper y sus amigos estrenó un nuevo diseño en los personajes. Estas canciones fueron publicados en 2025 en su canal de YouTube
Personajes
Biper y sus amigos han tenido varios personajes, entre ellos se encuentran:
Biper: es el personaje principal de la serie, es un carismático niño y bien portado.
Lucas: Es el amigo de Biper, es de cabello pelirrojo, y tiene caracteres de bien portado.
Flopy: Es la hermana menor de Biper, es una niña cabello rubio, y de vestido rosa y celeste que tiene sueño de ser princesa.
Tori el robot: Es un juguete gigante y amigo de Biper, es un robot de color rojo.
El Patito Juan: Es la mascota y amigo de Biper, es un pato amarillo, que usa un gorro de color azul.
La Hormiguita Hippie: es una hormiga de color negro con cabello de hippie, es la mascota de Biper.[13]
A medida que la serie ha sido transmitida, se han sumado nuevos personajes como el hermanito menor Pablito, la perra Boggie Boggie, la Tortuga Constanza, Kevin, y Nina, entre otros.
Estos personajes contaban con ojos salones (de caricatura) , y eran en Animación 3D, con gran cantidad de pelo delineado, y sombras. Pero con el estreno de 7 Notas Musicales, Biper, Flopy y Lucas cambiaron su diseño, ya que el pelo es menos realistas, y que los ojos de los personajes empezaron a ser más pequeños, y tener menos sombra.
Origen del nombre Biper
No se sabe al respeto el origen de donde viene el nombre del personaje de Biper, a pesar de que lleva el nombre de Biper o también conocido como buscapersonas. Pero sin embargo en la cuenta de TikTok de Biper y sus amigos publicó un video acerca de por que tiene ese nombre, en donde dice que los creadores estaban pensando en crear un nombre en qué les parezca único para los niños, y e ahí es donde se decidió poner ese nombre.
Discografía
Álbumes de Estudio
1990: Biper y sus amigos (conocido también como La Hormiguita Hippie)
1994: Viajando por el Tiempo
1996: Agente Biper y los Guardianes del planeta
1996: La Banda de Biper
1997: Biper y Tori el Robot
1998: El Patito Juan: Super Agente
1998: Flopy: Sueño de Princesa
2001: Biper y Tori el Robot: Internet
2005: La Colección
2007: Historias para Niños
Sencillos de Estudio
2015: Las Manos hay que Lavar
2016: Late por Vos
2017: Las Vocales
2018: Jonás
2019: A Comer
2019: Amigo de Verdad
2020: Me Gustan los Instrumentos
2021: Superpoderoso
2021: La Canción del Movimiento
2021: Disfruta La Mañana con Biper
2021: Disfruta La Tarde con Biper
2021: Disfruta La Noche con Biper
2021: Día con Biper
2022: Conejito Saltarín
2022: En un Barquito
2022: Sonrisas
2022: ¡Navidad con Biper!
2023: Juntos Somos Mejores: Parte 1
2023: Juntos Somos Mejores: Parte 2
2023: 7 Notas Musicales (En donde Biper, Flopy, Lucas y El Patito Juan cambian de diseño por primera vez)
2023: Hay un Lugar
2023: Los Animales en el Arca
Premios y reconocimientos
Premios Arpa 2003: Mejor producción infantil por La Hormiguita Hippie [14]
Premios EnlaceMusical.com 2003: Premio a la mejor producción infantil
Premios El Conquistador 2004: Premio a la mejor producción infantil
Premios AMCL 2005: Artista infantil del año[15]
Premios AMCL 2006: Artista infantil del año y Álbum infantil del año por Agente Biper y Los Guardianes del Planeta [16]
Premios AMCL 2007: Artista infantil del año
Edición “G” 2007: Premio a la mejor producción infantil
Véase también
VeggieTales
Superlibro